# Гофштеттен (Баварія)
Гофштеттен (нім. Hofstetten) — громада в Німеччині, розташована в землі Баварія. Підпорядковується адміністративному округу Верхня Баварія. Входить до складу району Ландсберг. Складова частина об'єднання громад Пюрген.
Площа — 17,02 км2. Населення становить 1915 ос. (станом на 31 грудня 2020).